# AWGシングル王座
AWGシングル王座（エー・ダブリュー・ジー・シングルおうざ）は、Actwres girl'Zが管理、認定している王座。

## 歴史
2021年1月9日、Beginning（Actwres girl'Z）後楽園ホール大会で行われた初代王座決定トーナメントに優勝した安納サオリが初代王者になった。12月31日、Actwresが女子プロレス団体としての活動終了により封印。
2022年10月30日、王座が復活することを発表。ただし、歴代王者とは切り離す形で改めて初代王者としてカウントされる。
2023年3月12日、ACTwrestling（Actwres girl'Z）後楽園ホール大会で行われた初代王座決定トーナメントに優勝した青野未来が初代王者になった。

## 歴代王者

### 第1期
| 歴代  | 選手       | 防衛回数 | 獲得日付       | 獲得場所 （対戦相手・その他）               |
| ----- | ---------- | -------- | -------------- | ------------------------------------------- |
| 初代  | 安納サオリ | 4        | 2018年11月15日 | 後楽園ホール 沙紀                           |
| 第2代 | 才木玲佳   | 0        | 2019年8月14日  | 新木場1stRING 2019年9月18日に負傷のため返上 |
| 第3代 | 高瀬みゆき | 5        | 2019年11月6日  | 後楽園ホール 有田ひめか                     |
| 第4代 | SAKI       | 3        | 2021年4月4日   | 後楽園ホール 2021年12月31日封印             |

### 第2期
| 歴代  | 選手       | 戴冠回数 | 防衛回数 | 獲得日付       | 獲得場所 （対戦相手・その他）  |
| ----- | ---------- | -------- | -------- | -------------- | ------------------------------ |
| 初代  | 青野未来   | 1        | 6        | 2023年3月12日  | 後楽園ホール 皇希              |
| 第2代 | 茉莉       | 1        | 1        | 2023年12月29日 | 後楽園ホール                   |
| 第3代 | 澄川菜摘   | 1        | 1        | 2024年3月24日  | 後楽園ホール 2024年4月17日返上 |
| 第4代 | 惡斗       | 1        | 0        | 2024年8月14日  | 後楽園ホール 夏葵              |
| 第5代 | 夏葵       | 1        | 4        | 2024年10月14日 | 後楽園ホール                   |
| 第6代 | 才原茉莉乃 | 1        | 3        | 2025年3月16日  | 後楽園ホール                   |